# Tsemönling rinpoche
Tsemönling rinpoche is de titel van een invloedrijke Tibetaanse tulkulinie die aan het hoofd stond van het klooster Tsemönling in de binnenstad van Lhasa.
De eerste en tweede tulku waren regenten in historisch Tibet. De eerste, tweede en derde Tsemönling rinpoche waren ganden tripa, ofwel abt van het klooster Ganden.

## Overzicht
1. Ngawang Tsültrim (1721-1791)
2. Ngawang Jampäl Tsültrim Gyatso (1792-1862/64)
3. Ngawang Lobsang Tenpey Gyaltsen (1844-1919?)
4. Lobsang Tsedrub (1916? - 1955)
5. Tenzin Trinley (1955-)